# Baek Seung-ho
Baek Seung-ho (* 16. Dezember 1990) ist ein südkoreanischer Leichtathlet, der sich auf den Langstreckenlauf spezialisiert hat.

## Sportliche Laufbahn
Erste internationale Erfahrungen sammelte Baek Seung-ho im Jahr 2009, als er bei den Asienmeisterschaften in Guangzhou in 14:28,65 min den neunten Platz im 5000-Meter-Lauf belegte und in 31:00,00 min Rang elf über 10.000 m erreichte. Im Jahr darauf nahm er an den Asienspielen ebendort teil und wurde dort in 28:52,39 min Fünfter im 10.000-Meter-Lauf und klassierte sich mit 13:56,18 min auf dem siebten Platz über 5000 m. 2011 siegte er in 1:03:47 h beim Inuyama-Halbmarathon und gelangte im Juli bei den Asienmeisterschaften in Kōbe mit 14:38,31 min auf den zwölften Platz über 5000 m. Zudem qualifizierte er sich über diese Distanz für die Weltmeisterschaften im heimischen Daegu und verpasste dort mit 15:01,37 min den Finaleinzug. 2014 nahm er erneut an den Asienspielen in Incheon teil und belegte dort in 29:33,15 min den sechsten Platz über 10.000 Meter und erreichte im 5000-Meter-Lauf nach 14:06,76 min Rang zehn. 2023 wurde er bei den Asienspielen in Hangzhou in 14:17,87 min Zehnter über 5000 Meter und 2025 gelangte er bei den Asienmeisterschaften in Gumi mit 15:04,41 min auf Rang 18 über 5000 Meter.
In den Jahren 2010 und 2016 wurde Baek südkoreanischer Meister im 5000-Meter-Lauf sowie 2013 und 2016 über 10.000 m.

## Persönliche Bestleistungen
- 5000 Meter: 13:42,98 min, 17. Juli 2010 in Abashiri (südkoreanischer Rekord)
- 10.000 Meter: 28:25,19 min, 7. Juli 2012 in Abashiri
- Halbmarathon: 1:03:47 h, 27. Februar 2011 in Inuyama